# Phasaël II
Phasaël II est le fils du frère d'Hérode le Grand, appelé lui aussi Phasaël, et d'une femme dont le nom est inconnu. Il semble être né après la mort de son père. Il a épousé sa cousine Salampsio (en), fille d'Hérode le Grand et de Mariamne l'Hasmonéenne.
Avec Salampsio, il a eu cinq enfants : Antipater IV, Hérode, Alexandre, Alexandra et Cypros (nl). Cette dernière a épousé Agrippa Ier, futur roi de Batanée (37), puis de Judée (41-44)), dont elle a eu quatre enfants, le futur roi Agrippa II, puis trois filles, Bérénice, Mariamne et Drusilla.